# Miasteczko Krajeńskie
Miasteczko Krajeńskie è un comune rurale polacco del distretto di Piła, nel voivodato della Grande Polonia.
Ricopre una superficie di 70,72 km² e nel 2004 contava 3 192 abitanti.